# Ad Lib (字体)
Ad Lib是由Freeman Craw在1961年设计的一款装饰用字体。这种字体在1960年代初期和中期都十分流行，并在今天也仍在使用。Trade Me在他们的Logo上使用了这一字体。